# Ludovic Castard
Ludovic Castard (Alfortville, 18 gennaio 1983) è un pallavolista francese.
Gioca nel ruolo di schiacciatore nel Gazélec Football Club Ajaccio Volley-Ball.

## Palmarès

### Club
- Campionato francese: 2

2007-08, 2008-09
- Coppa di Francia: 1

2016-17
- Supercoppa francese: 2

2015, 2016

### Nazionale (competizioni minori)
- Campionato europeo under 20 2002

### Premi individuali
- 2002 - Campionato europeo under 20 2002: MVP